# Померанский диалект
Помера́нские диале́кты (нем. Pommersch, pommersch Platt) — группа восточнонижненемецких диалектов, названных по названию области Померания (нем. Pommern). Их не следует смешивать с западнославянским поморянским языком (нем. Pomoranisch).

## История
В раннем средневековье Померанию населяли славяне-поморяне и лютичи, говорившие на поморянском и полабском языках. В Средние века немцы из северных областей Священной Римской империи селились в Померании в ходе колонизации восточных земель. Большинство поморян постепенно онемечилось. Новые померанские диалекты, развившиеся в результате смешения различных нижненемецких диалектов, относятся к восточнонижненемецким диалектам.
После Второй мировой войны, немцы, проживавшие к востоку от рек Одер и Нейсе, были изгнаны на запад. Большинство померанских диалектов практически перестало существовать в последующие десятилетия из-за ассимиляции депортированных, хотя на них по-прежнему говорят в Передней Померании, входящей в состав земли Мекленбург-Передняя Померания.
Вследствие эмиграции немцев в Бразилию, в Риу-Гранди-ду-Сул, Санта-Катарине и Эспириту-Санту возникли общины, члены которых говорят на померанских диалектах (померано).

## Диалекты
Померанские диалекты, на которых говорили или говорят в Померании, включают:
- Западнопомеранский или переднепомеранский[3], вариант мекленбургско-переднепомеранского[1][3][4][5][6], на котором разговаривают в Передней Померании (Мекленбург-Передняя Померания)
- Центральнопомеранский[1][3][5], иногда объединяют с бранденбургским[6] распространённым на Нижнем Одере.
  - Западный центральнопомеранский
  - Восточный центральнопомеранский
- Восточнопомеранский[6] (Ostpommersch[1][3][5] или Hinterpommersch[1], вымер)
  - Западный восточнопомеранский (на западе Восточной Померании)
  - Восточный восточнопомеранский (на востоке Восточной Померании)
  - Бублицкий (в Бублице, современном Боболице, Польша)
  - Померельский (в Померелии)

Данные померанских диалектов собраны в Pommersche Wörterbuch («Померанский словарь», по состоянию на 1936 год).
На померанских нижненемецких диалектах также разговаривают в Бразилии (см.: Помероде, Санта-Катарина, Санта-Мария-ди-Жетиба, Эспириту-Санту).